# Estádio Divino Garcia Rosa
Estádio Divino Garcia Rosa – stadion piłkarski, w Goiatuba, Goiás, Brazylia, na którym swoje mecze rozgrywa klub Goiatuba Esporte Clube.